# Bíblia Farhi

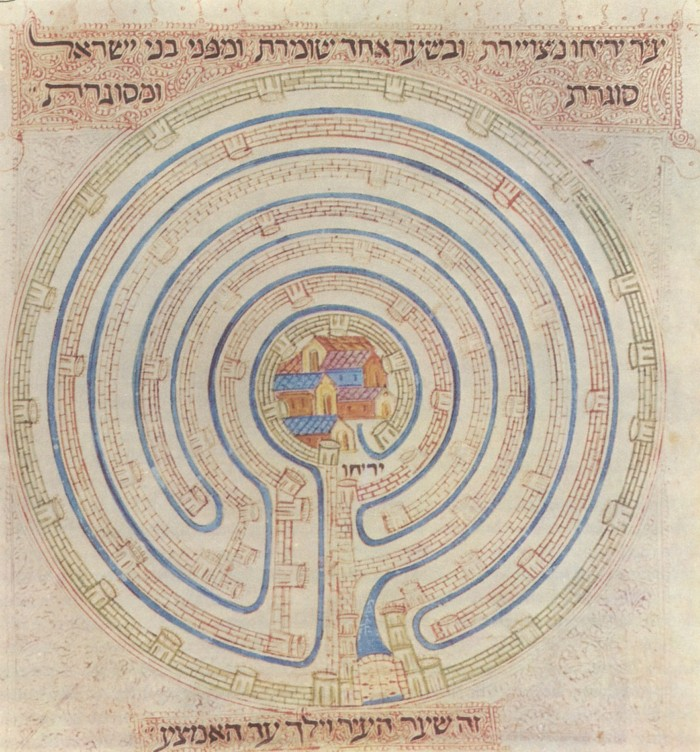
Laberint de Jericó a la Bíblia Farhi.

La Bíblia Farhi és un manuscrit medieval en hebreu de 1383 que reprodueix la Bíblia i alguns textos afegits, el més llarg dels quals és un diccionari hebreu-català, amb caràcters hebreus, elaborat per facilitar-ne la comprensió. Consta de 1056 pàgines i 359 il·lustracions i es tracta d'una de les peces medievals en hebreu més destacades tant pel que fa a la cal·ligrafia com a la seva il·luminació. El seu autor fou Elisha ben Abraham ben Benviste ben Elisha, anomenat Cresques, molt possiblement el cartògraf mallorquí Cresques Abraham, i la va escriure per al seu propi ús entre 1366 i 1382. Pren el nom dels seus més coneguts posseïdors, la família Farhi, jueus sefardites establerts a Síria, descendents d'una família de Saragossa. El 1966 es trobava a la Col·lecció Sassoon de Letchworth, Anglaterra (Ms. 368) i actualment és a Jerusalem.